# Patrik Allvin
Patrik Allvin (né le 10 octobre 1974 à Leksand en Suède) est un joueur professionnel suédois de hockey sur glace devenu dirigeant. Il évoluait au poste de défenseur.
Il est le premier dirigeant suédois dans la Ligue nationale de hockey et deuxième européen après Jarmo Kekäläinen. Il est actuellement le directeur général des Canucks de Vancouver.

## Biographie

### Carrière de joueur professionnel
Allvin apprend à jouer dans sa ville natale, intégrant le système de dévellopemtn du Leksands IF .
Lors de la saison 1992-1993, il commence sa carrière professionnelle au sein du Arvika HC, un club de Division 1. La saison suivante, il évolue toujours en Division 1, pour le HC Vita Hästen .
Bien qu’il n’aille pas été repêché, il tente sa chance en Amérique du Nord de 1995 à 1997 en s’engageant avec les Knights d'Atlanta dans la  Ligue internationale de hockey. Il joue principalement pour le club école en ECHL, les Knights de Nashville. La saison suivante, la franchise se déplace à Québec pour devenir les Rafales, mais Allvin dispute toujours la saison avec le club école dans l’ECHL, les Ice Pilots de Pensacola.
N’ayant pas réussi à s’imposer plus haut que l’ECHL, Allvin revient en Suède en 1997-1998. Il joue une saison pour le Bodens IK et une saison pour le Mora IK, toutes deux en Division 1. En 1999-2000, il joue pour le club de son enfance, le Leksands IF en Elitserien.
La saison suivante, il choisit d’aller jouer en Norvège pour le Sparta Sarpsborg dans le Championnat d’Elitserien. À la mi-saison, il décide de revenir en Suède et joue pour le Mora IK en Allsvenskan. Après une dernière saison pour Mora, toujours en Allsvenskan, il raccroche ses patins au terme de la saison 2001-2002.

### Canadiens de Montréal
De 2002 à 2006, il se joint aux Canadiens de Montréal en tant que dépisteur amateur en Europe. Avec l’aide de ses collègues, il émet de nombreux rapports qui permettent aux dirigeant du club de sélectionner de nombreux joueurs en Europe, tels que Andrei Kostitsyn, Jaroslav Halák, Alexei Emelin, Mikhaïl Grabovski, Mark Streit et Sergei Kostitsyn.

### Penguins de Pittsburgh
À partir de 2006, il se joint aux Penguins de Pittsburgh, où il œuvre pendant six ans comme dépisteur amateur en Europe avant d’être promu Directeur du dépistage en Europe lors de la saison 2012-2013. 
Il célèbre trois victoires de la Coupe Stanley avec les Penguins, en 2009, 2016 et 2017. S’il peut se rendre sur la glace et figurer sur la photo d’équipe, il ne voit jamais son nom être inscrit sur la coupe.
Le 29 juin 2017, il est promu Directeur du dépistage amateur.
Le 5 novembre 2020, il est nommé assistant du directeur général, James Rutherford. En plus de continuer à superviser le dépistage amateur, il se voit attribuer des fonctions de gestions des opérations hockey.
Lorsque le 27 janvier 2021, Rutherford démissionne de ses fonctions, il est nommé Directeur général par intérim par Mario Lemieux. Il assure cette transition jusqu’à la nomination de Ronald Hextall, le 9 février 2021, puis reprend sa fonction d’assistant directeur général.

### Canucks de Vancouver
Le 26 janvier 2022, il est nommé Directeur Général des Canucks de Vancouver. Il est le premier suédois à accéder à un tel poste dans la LNH.

### Vie privée
Son épouse se nomme Mary et ils ont ensemble une fille et un garçon, Agnès et Adam. Ils n’emménagent aux États-Unis qu’en 2018.

## Statistiques en club
| Saison    | Équipe                  | Ligue                  |    | Saison régulière | Saison régulière | Saison régulière | Saison régulière | Saison régulière |   | Séries éliminatoires | Séries éliminatoires | Séries éliminatoires | Séries éliminatoires | Séries éliminatoires |
| Saison    | Équipe                  | Ligue                  | PJ | B                | A                | Pts              | Pun              | PJ               | B | A                    | Pts                  | Pun                  |                      |                      |
| 1992-1993 | Leksands IF J20         | Juniorallsvenskan      | 16 | 1                | 1                | 2                | 20               |                  |   |                      |                      |                      |                      |                      |
| 1993-1994 | Arvika HC               | Division 1             | 29 | 4                | 5                | 9                | 50               |                  |   |                      |                      |                      |                      |                      |
| 1994-1995 | HC Vita Hästen          | Division 1             | 30 | 0                | 0                | 0                | 6                |                  |   |                      |                      |                      |                      |                      |
| 1995-1996 | Knights d'Atlanta       | LIH                    | 3  | 0                | 0                | 0                | 4                |                  |   |                      |                      |                      |                      |                      |
| 1995-1996 | Knights de Nashville    | ECHL                   | 59 | 4                | 13               | 17               | 93               | 5                | 0 | 0                    | 0                    | 23                   |                      |                      |
| 1996-1997 | Rafales de Québec       | LIH                    | 2  | 0                | 0                | 0                | 0                |                  |   |                      |                      |                      |                      |                      |
| 1996-1997 | Ice Pilots de Pensacola | ECHL                   | 51 | 0                | 3                | 3                | 104              | 12               | 0 | 0                    | 0                    | 26                   |                      |                      |
| 1997-1998 | Bodens IK               | Division 1             | 28 | 1                | 4                | 5                | 139              |                  |   |                      |                      |                      |                      |                      |
| 1998-1999 | Mora IK                 | Division 1             | 40 | 3                | 11               | 14               | 74               | 14               | 1 | 3                    | 4                    | 20                   |                      |                      |
| 1999-2000 | Leksands IF             | Elitserien             | 46 | 2                | 6                | 8                | 60               |                  |   |                      |                      |                      |                      |                      |
| 2000-2001 | Sparta Sarpsborg        | Elitserien Norvégienne | 20 | 7                | 5                | 12               | 59               |                  |   |                      |                      |                      |                      |                      |
| 2000-2001 | Mora IK                 | Allsvenskan            | 16 | 2                | 2                | 4                | 56               | 6                | 1 | 1                    | 2                    | 28                   |                      |                      |
| 2001-2002 | Mora IK                 | Allsvenskan            | 40 | 10               | 13               | 23               | 96               |                  |   |                      |                      |                      |                      |                      |

## Trophées et honneurs
- 2008-2009
  - Champion de la Coupe Stanley avec les Penguins de Pittsburgh en tant que dépisteur amateur en Europe (son nom n’est pas inscrit sur la coupe).

- 2015-2016
  - Champion de la Coupe Stanley avec les Penguins de Pittsburgh en tant que directeur du dépistage amateur en Europe (son nom n’est pas inscrit sur la coupe).

- 2016-2017
  - Champion de la Coupe Stanley avec les Penguins de Pittsburgh en tant que directeur du dépistage amateur en Europe (son nom n’est pas inscrit sur la coupe).